# Polyrhachis beccarii
Polyrhachis beccarii é uma espécie de formiga do gênero Polyrhachis, pertencente à subfamília Formicinae.